# Poa aucklandica
Poa aucklandica är en gräsart som beskrevs av Donald Petrie. Poa aucklandica ingår i släktet gröen, och familjen gräs. Inga underarter finns listade i Catalogue of Life.